# Stalo se jedné noci
Stalo se jedné noci (anglicky It Happened One Night) je americká screwballová komedie režiséra Franka Capry z roku 1934 s Clarkem Gablem a Claudette Colbert v hlavních rolích. Snímek natočili na motivy povídky Night Bus Samuela H. Adamse ze srpna roku 1933, který vyšla v magazínu Hearst's International-Cosmopolitan. Filmová adaptace získala pět Oscarů v hlavních kategoriích (film, režie, hlavní herečka, hlavní herec, scénář); stala se prvou, která zvítězila ve všech těchto kategoriích. Totéž se znovu povedlo až Formanovu Přeletu nad kukaččím hnízdem z roku 1975 a Demmeho Mlčení jehňátek z roku 1991.

## Děj
Zhýčkaná dědička Ellen „Ellie“ Andrews (Claudette Colbert) si proti vůli svého extrémně bohatého otce (Walter Connolly) vezme boháče Kinga Westleyho (Jameson Thomas); otec se snaží sňatek za každou cenu anulovat. Ellie uteče a vydá se do New Yorku za svým manželem. Nastoupí do autobusu, ve kterém potkává opilého a arogantního novináře Petera Warneho (Clark Gable). Warne pozná z novin bohatou dědičku na útěku a dá jí na vybranou – buď mu dá exkluzivitu na příběh a on jí bude pomáhat až do New Yorku, anebo to nahlásí otci a sebere odměnu, kterou přislíbil.
Ellie je brzy bez peněz a tak se musí zcela spolehnout na Petera. Při společné cestě je potkává několik dobrodružství a přes počáteční pohrdání se do sebe zamilují. Jednoho rána, kdy hladoví a unavení musí stopovat, se Peter chlubí svým stopovacím nadáním; zaznamená však neúspěch, a tak mu Ellie názorně ukáže, jak se to dělá – vyhrne si šaty a ukáže lýtka – a hned zastaví první kolemjedoucí auto.
Když si udělají přestávku u pumpy, zlodějský řidič se pokusí ujet i se zavazadly. Peter ho doběhne, zmlátí a auto si nechá. Té noci se přiblíží cíli na tři hodiny cesty, ale vzhledem k pokročilé hodině se rozhodnou – byť bez peněz – že přespí v motelu; majitelům Peter namluví, že se zdrží týden. Ellie propadne citům a Peterovi vyzná lásku. V pláči pak usíná. Peter, který nemůže usnout, vymyslí plán: rozhodne se na otočku zajet do vydavatelství za šéfem, aby mu předal strhující příběh. Zároveň ho chce požádat o hotovost, aby mohl Ellie požádat o ruku. Mezitím však majitelka motelu zjistí, že Peter s autem odjel a tak se jde podívat do pokoje. Tam najde spící Ellie, kterou vyhodí jakmile zjistí, že nemá ani cent.
Zdrcená a zklamaná Ellie si myslí, že ji Peter opustil a jel si pro odměnu; zavolá proto otci. Ten si pro její záchranu vyžádá policejní doprovod, který cestou míjí auto s Peterem. Ellie souhlasí s druhým, formálním sňatkem s Westleym. Předstírá, že je šťastná, ale otec instinktivně vycítí, že tomu tak není. Ona mu řekne pravdu, svěří se mu s tím, že pana Petera miluje. Otec ji ukáže dopis od Petera Warneho, který jej v něm žádá o peníze. Ellie si myslí, že se jedná o odměnu a je uražená. Otec se však s Peterem sejde a vyjde najevo, že jemu jde jen o náklady, které měl při cestě, kdy doprovázel Ellie.
Nastane svatební den a otec vede dceru uličkou k ženichovi. Řekni ji, že Peter se mu přiznal, že ji miluje, a že mu nešlo o odměnu, ale o výdaje. Ještě než poodstoupí od nevěsty, pošeptá ji do ucha, že vzadu za domem je zaparkované auto, kdyby si to snad rozmyslela. Ellie po minutách váhání uteče od oltáře, nastoupí do auta a odjede hledat Petera Warneho.

## Obsazení
| Clark Gable       | Peter Warne       |
| Claudette Colbert | Ellie Andrews     |
| Walter Connolly   | Alexander Andrews |
| Roscoe Karns      | pasažér Shapeley  |
| Jameson Thomas    | „King“ Westley    |
| Alan Hale         | řidič Danker      |

## Natáčení

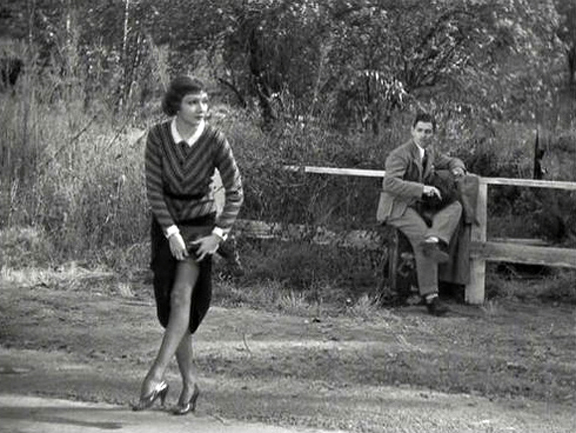
Stopovací scéna filmu

Ani Clark Gable, ani Claudette Colbert nebyli první volbou pro hlavní role. Roli Ellie odmítla nejdřív Miriam Hopkins, poté i Myrna Loy; Robert Montgomery zase odmítl postavu novináře Warneho. Colbert byla nakonec až šestá volba a herečka si denně stěžovala. Roli přijala za honorář 50 000 $ za čtyřtýdenní natáčení.

## Zajímavosti
Stalo se jedné noci je prvním filmem, který získal takzvanou „velkou pětku“ a sklidil pět hlavních Oscarů na 7. ročníku udílení cen: stal se nejlepším filmem roku, Frank Capra nejlepším režisérem, Gable nejlepším hercem, Colbert nejlepší herečkou a Robert Riskin si odnesl Oscara za nejlepší adaptovaný scénář.
Claudette Colbert nepředpokládala, že vyhraje. V čase udílení cen byla na nádraží a čekala na vlak do New Yorku. Když nakonec vyhlásili výsledky, rychle se přesunula do hotelu Biltmore, převzala cenu, poděkovala Caprovi za práci na filmu, zapózovala fotografům a vrátila se na nádraží, aby stihla vlak.
Film se dostal na seznam řebříčku 1001 filmů, které musíte vidět, než umřete.

## Ocenění

### Oscar

#### Cena
- Nejlepší film
- Nejlepší režie – Frank Capra
- Nejlepší herečka – Claudette Colbert
- Nejlepší herec – Clark Gable
- Nejlepší adaptovaný scénář – Robert Riskin